# Festival Envol et Macadam de Québec
Le Festival Envol et Macadam de Québec (Envol et Macadam), est un festival musical intérieur et extérieur présenté depuis 1996 dans la ville de Québec au Québec au Canada.
Envol et Macadam se tient sur 3 jours en septembre et est un événement musical multi-genre alternatif, principalement par le rock, le punk, le punk-rock, la Musique indépendante, l'électro où se côtoient des têtes d’affiche internationales et des artistes émergents des quatre coins du monde.

## Histoire
- 1996 : Première édition du Festival Envol et Macadam dans les rues de l’arrondissement de l' Limoilou à Québec. Incorporation de Vieux-Limoilou en fête à titre d’organisme sans but lucratif (maintenant appelé Envol et Macadam) ;
- 1999: Première édition du Concours Envol et Macadam (remplacé dans un premier temps par le GBOB Challenge et maintenant par L’Envol de la relève) ;
- 2006: Obtention du projet de Cuvée spéciale pour le 400e anniversaire de Québec.
- 2007: Vieux Limoilou en fête devient officiellement Envol et Macadam. Le Concours Envol et Macadam laisse place au GBOB Challenge. Les lieux de diffusion du festival sont étendus à l’Université Laval et l’Arrondissement de Sainte-Foy.
- 2008 : Un nouveau lieu d’exploitation unique est investi, il s’agit du parc de l’Îlot Fleurie sous les bretelles de l’autoroute Dufferin-Montmorency. C’est aussi la présentation de notre Cuvée spéciale pour le 400e anniversaire de la ville de Québec à laquelle plus de 20 000 personnes participent.
- 2009 : Envol et Macadam installe son siège social dans le quartier St-Roch. Près de 25 000 festivaliers foulent le sol de l’Îlot Fleurie et des salles de l’événement.
- 2010 : Envol et Macadam présente pour la première année, et en remplacement du concours GBOB Challenge, le projet L’Envol de la relève : auditions du Festival Envol et Macadam 2010. Première présentation du Party clandestin de la Saint-Jean et 15e anniversaire du festival.
- 2011 : Première édition de Planetrox, une initative d’Envol et Macadam en collaboration avec la Ville de Québec. Concours pour des groupes provenant de 15 pays à travers le monde.
- 2012 : Édition très spéciale où le groupe No Use for a Name a joué son dernier concert à la suite de la mort de leur chanteur, Tony Sly.
- 2013-14 –En réponse à la fidélité du public, premier concours menant un festivalier voir NOFX (tête d’affiche) à Boston. Concerts de Sublime with Rome et de Screeching Weasel et 5e édition du Party Envol et Macadam de la St-Jean
- 2015 – 20e anniversaire de l’organisme, le public a répondu en grand nombre à l’appel pour une édition particulièrement captivante, avec des groupes pour tous les goûts.
- 2016 – Bad Religion et Me First and the Gimme Gimmes se produisent comme têtes d’affiches de la 21e édition d’Envol et Macadam. Échange culturel avec l’Allemagne pour la présentation de Caravane à Munich.
- 2017 – Streetlight Manifesto et Propagandhi sont les principaux groupes vedettes de l’édition. De nouveaux partenaires se greffent à l’organisation : le Bureau Export en France et le festival Rock for People en République Tchèque. Échange culturel avec la Chine pour la présentation du groupe de Québec Caravane.
- 2018 – présentation de plus de 60 groupes de 12 pays dont Parkway Drive et August Burns Red. Diffusion en France d’artistes hip-hop québécois lors de l’émission Le Cercle filmé lors du Festival.
- 2021 – 3 soirs de concerts au Stade Canac en formule « distanciation sociale » et unique événement extérieur de la région de Québec lors de la pandémie
- 2022 – Concert de NOFX à l’Agora du Vieux-Port et retour des concerts à l’Îlot Fleurie pour les célébrations du 25e anniversaire du FEM.
- 2023 – Concert de Rancid à l’Agora du Vieux-Port, retour des concerts au Terminal de croisières et première édition du Game of Skate.

## Scènes
Scènes utilisées en 2024
- Agora du vieux-port de Québec
- Cégep Limoilou - Campus de Charlesbourg
- Bistro le Scanner
- Bar La Source de martinière
- Bar Le Quartier de lune
- Bar L'anti
- Disquaire Le Knock-out